# Hjalmar Unge
Lars Hjalmar Unge, född den 28 november 1856 i Segersta socken, Gävleborgs län, död den 14 augusti 1917 i Gävle, var en svensk militär. Han var far till Thorgny Unge.
Unge blev underlöjtnant vid Hälsinge regemente 1877, löjtnant där 1883 och kapten där 1896. Han blev major vid regementet 1902 och i regementets reserv 1907. Unge befordrades till överstelöjtnant i armén 1907. Han blev riddare av Svärdsorden 1898. Unge vilar på Norra begravningsplatsen utanför Stockholm.